# Milla Sagrada Família
La Milla Sagrada Família és una cursa de mitjana distància d'una milla de recorregut (1.609 metres) que es disputa cada any des de 1985, als voltants del Temple Expiatori de la Sagrada Família de Barcelona. Des de l'any 2007 la prova rep la consideració de Trofeu Internacional Ciutat de Barcelona.
Organitzada per la Fundació Claror i amb el suport de l'Ajuntament de Barcelona i la Federació Catalana d'Atletisme, la Milla se celebra anualment el diumenge més pròxim a la festivitat de Sant Jordi (23 d'abril), formant part dels actes de la festa major del barri de la Sagrada Família. Durant el matí es disputen catorze proves populars en diferents categories, des de benjamins fins a veterans. Amb més de 1500 participants l'any 2014, és considerada com la cursa de mig fons més important d'Espanya.
L'any 2015 es disputà per primera vegada la prova de les 5 milles (8.045 metres) sent el vencedor en categoria masculina el nord-americà Adam Dailey amb 28:40 minuts i en la femenina la corredora anglesa Bernadine Pritchard amb 33:04 minuts.

## Gran Premi Gaudí

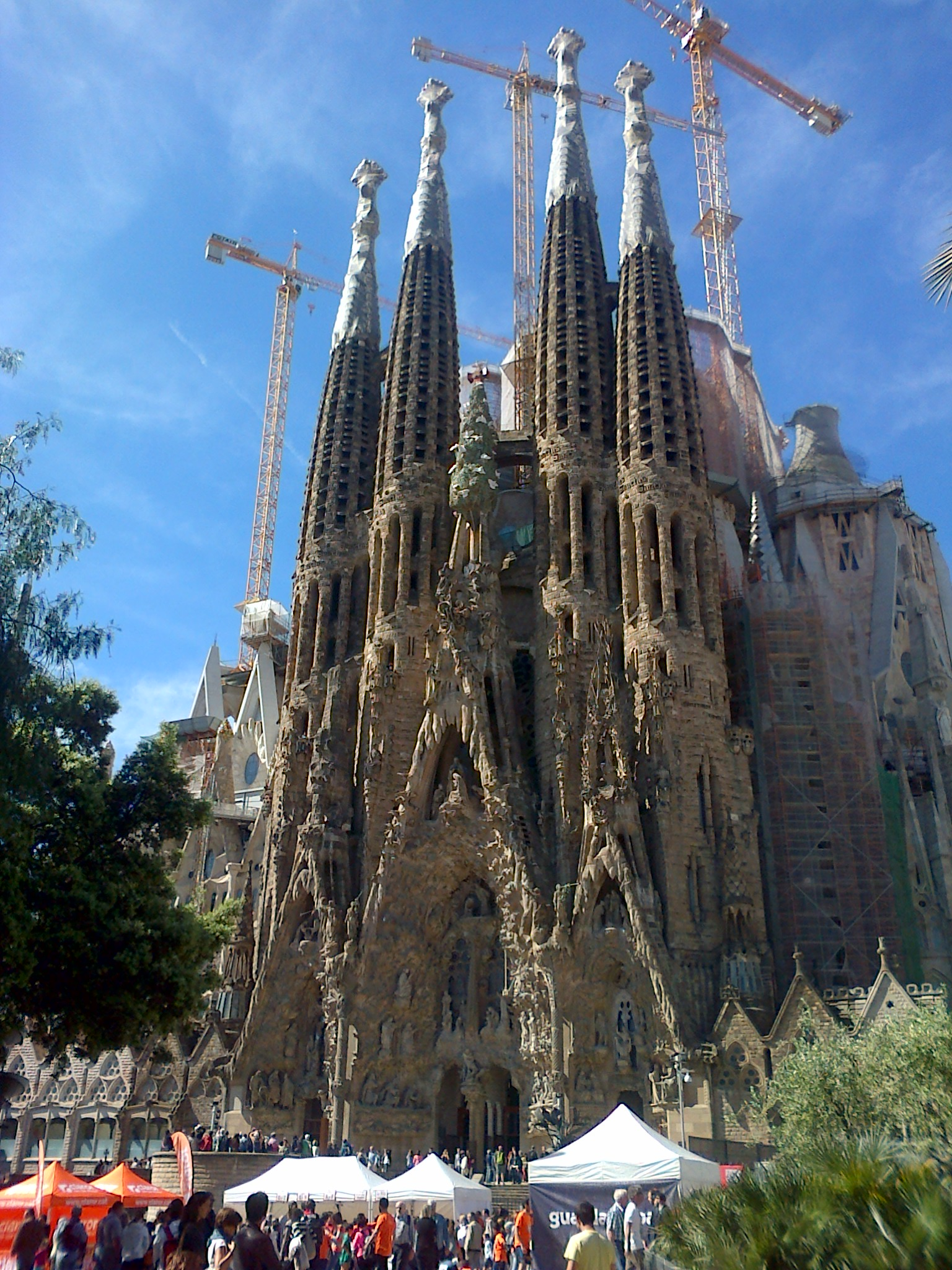
El recorregut de la Milla es fa al voltant de l'anomenada illa Gaudí, formada pel temple de la Sagrada Família, la plaça de la Sagrada Família i la plaça de Gaudí

Des de l'any 2002 es disputen també dues curses femenina i masculina, exclusiva per atletes d'elit convidats per l'organització, conformant un grup d'especialistes d'entre els millors migfondistes mundials. Aquestes curses reben el nom Gran Premi Gaudí.
En els darrers anys podem destacar la participació d'atletes com William Tanuy, Rui Silva, Juan Carlos Higuero, Juan de Dios Jurado, José Antonio Redolat, Arturo Casado, Juan Carlos De la Ossa, en categoria masculina o Marta Domínguez, Edith Massai, Natalia Rodríguez, Rosa Morató o les germanes Fuentes-Pila en la femenina.

### Historial de la Milla Gran Premi Gaudí
Els guanyadors en les categories femenina i masculina han estat:
| Edició | Any  | Vencedor masculí               | Temps | Vencedora femenina       | Temps |
| ------ | ---- | ------------------------------ | ----- | ------------------------ | ----- |
| 1      | 2002 | Pedro Esteso                   | 4'04  | Natalia Rodríguez        | 4'41  |
| 2      | 2003 | Juan Carlos Higuero            | 4'16  | Edith Massai             | 4'52  |
| 3      | 2004 | Juan Carlos Higuero            | 4'13  | Edith Massai             | 5'09  |
| 4      | 2005 | Juan Carlos Higuero            | 4'13  | Rosa Morató              | 4'54  |
| 5      | 2006 | Juan de Dios Jurado            | 4'13  | Rosa Morató              | 4'51  |
| 6      | 2007 | Cosimo Caliandro               | 4'13  | Mefkarem Asefa           | 4'47  |
| 7      | 2008 | Juan Carlos Higuero            | 4'15  | Dolores Checa            | 4'50  |
| 8      | 2009 | Belal Mansor                   | 4'04  | Natalia Rodríguez        | 4'50  |
| 9      | 2010 | Juan Carlos Higuero            | 4’13  | Natalia Rodríguez        | 4'45  |
| 10     | 2011 | Manuel Olmedo                  | 4’11  | Dolores Checa            | 4'46  |
| 11     | 2012 | Manuel Olmedo                  | 4’17  | Solange Pereira Da Ponte | 4'52  |
| 12     | 2013 | Abdelaziz Merzougui Noureddine | 4’11  | Solange Pereira Da Ponte | 4'51  |
| 13     | 2014 | Abdelaziz Merzougui Noureddine | 4’16  | Solange Pereira Da Ponte | 4'49  |
| 14     | 2015 | Adel Mixaal                    | 4’06  | Solange Pereira Da Ponte | 4'49  |